# Larry Horwitz tudományos munkája (film)
 Larry Horwitz tudományos munkája  (angolul The Science and Faith of Larry Horwitz) egy brit tudományos dokumentumfilm Francesco Fucilla rendezésében. A filmet Surrey-ben forgatták.

## Cselekmény
A Larry Horwitz tudományos munkája egy dokumentumfilm a Hadron fizika fejlődéséről, Ruggero Maria Santilli munkái alapján.

## Szereplők
- Diego Lucio Rapoport
- Lawrence Paul Horwitz

## Forgatási helyszínek
A filmet Croydon forgatták.

## Előzetes
- Mediarev TV Website

## Külső hivatkozások
- Hivatalos website